# Stradivari Tom Taylor
Lo Stradivari Tom Taylor è un antico violino fabbricato dal famoso liutaio Antonio Stradivari a Cremona nel Ducato di Milano, Italia, circa nel 1732.

## Storia
È noto soprattutto per il suo utilizzo nelle incisioni e per la sua apparizione nel film canadese Il violino rosso. Nel film veniva suonato da Joshua Bell, che in seguito lo vendette per $2 milioni per pagare il suo attuale strumento: lo Stradivari Gibson.
L'attuale proprietario è sconosciuto e probabilmente è Mark Steinberg del Quartetto d'Archi Brentano, prestato dalla Yale Collection of Musical Instruments della Yale School of Music (Connecticut), o dalla Mannes School of Music (New York), dove insegna.
Il Tom Taylor era in precedenza di proprietà di Patricia Travers (dal 1938 al 1954), dalla quale fu venduto ad un benefattore che lo prestò alla Cal State Northridge.